# Le Garçon qui ne parlait pas
Le Garçon qui ne parlait pas — The Golden Egg, dans les éditions originales en anglais — est un roman policier américain de Donna Leon, publié en 2013. C'est le 22e roman de la série mettant en scène le personnage de Guido Brunetti.

## Résumé
Davide Cavanella, que ceux qui le connaissent de loin disent qu’il est sourd-muet, est victime d'un empoisonnement mortel. Sa mère affirme qu'il s'agit d'un suicide. Le jeune homme aurait voulu quitter cette vie parce qu'il n’avait pas d'amis et qu'il était de plus en plus désespéré.
Autre sujet d'étonnement, rien n'existe, dans aucun dossier administratif, sur Davide, même pas un certificat de naissance. Le commissaire Brunetti, qui ne croit pas à la thèse du suicide, suspecte que Davide était depuis sa naissance la victime de sombres drames familiaux. De son côté, la tante de Davide, convaincue que le jeune homme a été assassiné, fait tout ce qu'elle peut, contre la volonté de la mère et l'avis du médecin de famille, pour empêcher la fermeture du dossier afin que Brunetti poursuive son enquête.

## Éditions
Éditions originales en anglais
- (en) Donna Leon, The Golden Egg, Londres, William Heinemann, 19 avril 2013, 288 p. (ISBN 978-0-434-02251-9) — Édition britannique
- (en) Donna Leon, The Golden Egg, New York, Atlantic Monthly Press, 26 mars 2013, 276 p. (ISBN 978-0-8021-2101-1, LCCN 2013498895) — Édition américaine

Éditions françaises
- Donna Leon (auteur) et Gabriella Zimmermann (traducteur) (trad. de l'anglais), Le Garçon qui ne parlait pas : roman [« The Golden Egg »], Paris, Calmann-Lévy, 18 février 2015, 284 p. (ISBN 978-2-7021-5452-6, BNF 44272344)
- Donna Leon (auteur) et Gabriella Zimmermann (traducteur) (trad. de l'anglais), Le Garçon qui ne parlait pas [« The Golden Egg »], Paris, Points, coll. « Points policier » (no P4352), 2 juin 2016, 336 p. (ISBN 978-2-7578-5686-4, BNF 45054003)

## Adaptation télévisée
Le roman a fait l'objet d'une adaptation pour la télévision, en 2016, sous le titre allemand original : Das goldene Ei, dans le cadre de la série Commissaire Brunetti dans une réalisation de Sigi Rothemund, produite par le réseau ARD et initialement diffusée le 31 mars 2016.